# Rannuzio Pallavicino
Rannuzio Pallavicino (Polesine, 19 de outubro de 1632 – Roma 30 de junho de 1712) foi um cardeal católico romano.

## Biografia
Nasceu em Polesine em 19 de outubro de 1632. De uma família nobre. Filho de Uberto Pallavicini, dos marqueses de Polesine, feudatário do Stato Pallaviciono , e Ersilia (ou Emilia), dos marqueses de Soragna, filha de Guglielmo Lupi de Cremona. Ele também está listado como Ranuccio Palavicini e Raynutius Pallavicinus; e seu sobrenome como Palavigini.
Em sua juventude, viveu durante vários anos na corte da Baviera sob o patrocínio do Eleitor e Duque Ferdinand Maria; e estudou na Universidade de Munique (doutorado em utroque iure , tanto em direito canônico quanto em direito civil).
Retornou a Parma em 1669 e foi inscrito no collegio dei giudici. Entrou no estado eclesiástico e foi nomeado cônego do capítulo da catedral de Parma, com a prebenda de S. Secondo Inferiore, da qual renunciou em 24 de dezembro de 1669, em favor do conde Giambattista Linati, para se mudar para Roma. Entrou na prelatura romana e exerceu vários cargos na mesma. Referendário dos Tribunais da Assinatura Apostólica de Justiça e de Graça, 30 de novembro de 1669. Inquisidor em Malta em 1672. Retornou à corte papal, nomeado secretário do SC do Concílio Tridentino, dezembro de 1689; assumiu o cargo em 1690. Governador de Roma e vice-camerlengo da Santa Igreja Romana, de 15 de março de 1696 a 27 de julho de 1706.
Criado cardeal sacerdote no consistório de 17 de maio de 1706; recebeu o chapéu vermelho e o título de S. Agnese fuori le mura, 25 de junho de 1706. Protetora da Ordem da Santíssima Trindade (Trinitarianos), 2 de janeiro de 1708. Reitor dos Umiliati di S. Maria della Ghiara , Verona. Foi membro de diversas academias literárias, entre elas a Accademia dell'Arcadia e a Accademi degli Innominati di Parma . Escritor apaixonado, publicou, sob o pseudônimo de Asterio Sireo, diversas obras literárias como L'intreccio di gigli e perle (1660), uma antologia de poesia; La scalza di Avila (1661), uma vida de Santa Teresa; I Trionfi dell'architettura(1667), uma descrição do palácio do eleitor da Baviera; Atalanta (1667), um drama; e Ritratto di una gran Principessa (Mônaco, Luca Straub, 1668), uma coleção de odes dedicadas a Adelaide da Baviera.
Morreu em Roma em 30 de junho de 1712, às 2 horas da manhã, de uma apoplexia, em sua residência no Palazzo Farnese , Roma. Exposto na igreja de S. Francesco a Ripa, Roma, onde ocorreu o funeral em 2 de julho de 1712; e sepultado em frente ao altar-mor dessa mesma igreja. Ao morrer, ordenou no seu testamento que a propriedade de Polesine, que herdou dos seus antepassados, e da qual manteve a propriedade, fosse transferida integralmente para o seu primo Vito Modesto.